# Frida Poeschke
Frida Poeschke (* 23. Mai 1923; † 19. Dezember 1980 in Erlangen) war die Lebensgefährtin des Rabbiners Shlomo Lewin und wurde zusammen mit diesem von dem Neonazi Uwe Behrendt, einem Mitglied der rechtsextremen Wehrsportgruppe Hoffmann, aus antisemitischen Motiven ermordet.

## Leben
Poeschke war die Witwe des früheren Oberbürgermeisters von Erlangen, Michael Poeschke (1901–1959). 1964 lernte sie den Vorsitzenden  der Israelitischen Kultusgemeinde Nürnberg, den Rabbiner Shlomo Lewin, kennen. Sie wurde seine Lebensgefährtin, die ihn bei der Verlagsarbeit unterstützte und sich als evangelische Christin mit ihm für den jüdisch-christlichen Dialog engagierte.

## Ermordung
Am 19. Dezember 1980, einem Freitag, gegen 19:00 Uhr erschoss der Neonazi Uwe Behrendt Shlomo Lewin und Frida Poeschke in ihrem Haus an der Ebrardstraße 20 in Erlangen. Er schoss je dreimal auf ihren Rumpf und richtete die zu Boden Gefallenen dann mit einem gezielten Kopfschuss hin. Er ließ eine Sonnenbrille am Tatort, die in Heroldsberg hergestellt worden war, dem früheren Wohnsitz des Neonazis Karl-Heinz Hoffmann. Jedoch suchten die Ermittler den oder die Täter fünf Monate lang im Umfeld des Opfers Lewin. Zu Beginn gaben sie angebliche Ungereimtheiten seiner Biografie an die Medien weiter. Am 22. Dezember 1980 behaupteten die Nürnberger Nachrichten ohne Belege, Lewin habe sich als „persönlicher Adjutant Dajans“ ausgegeben. Es gebe Gerüchte, er sei im „Nebenberuf“ Mitarbeiter des israelischen Geheimdienstes Mossad gewesen. Am 23. Dezember behauptete die Nürnberger Zeitung, ein ungenannter ehemaliger Mossadagent habe Lewins Agententätigkeit dementiert, und legte einen Fememord aus Agentenkreisen nahe. Der Autor berief sich auch auf israelische Zeitungsartikel, die Lewin als „Hochstapler“ bezeichneten und damit ihrerseits der französischen Zeitung Le Monde gefolgt waren. Diese hatte ihre Angabe, Lewin habe sich als Adjutant Dajans im Yom-Kippur-Krieg von 1973 ausgegeben, von der deutschen Polizei erfahren. Tatsächlich hatte Lewin nur am Palästinakrieg 1948 teilgenommen und biografisch nie vom Yom-Kippur-Krieg gesprochen. Kein Medienbericht verwies auf Lewins öffentliches Auftreten gegen Neonazis, namentlich die Wehrsportgruppe, aus der der Täter kam. Der die Ermittlungen leitende Oberstaatsanwalt Rudolf Brunner verwies auf Lewins angeblich „bunten Lebenslauf“ und ließ seinen Keller durchsuchen, da man vermutete, er habe dort „kompromittierendes Material gesammelt oder aufbewahrt“, um andere Juden zu erpressen. Brunner erhoffte sich davon „wertvolle Hinweise auf den möglichen Täterkreis“. Es erwies sich jedoch, dass Lewin sein Archiv ausschließlich für den Betrieb seines Verlags genutzt hatte.
So diskreditierten Polizei und Medien Lewin unmittelbar nach seiner Ermordung, lenkten die Ermittlungen in die falsche Richtung und beschädigten die gesellschaftliche Solidarisierung mit dem jüdischen Opfer eines rechtsextremen Mordes. Erst im Mai 1981 fragten die Ermittler beim Hersteller der Sonnenbrille nach Käufern und fanden, dass sie Hoffmanns Freundin Franziska Birkmann gehört hatte. Bis dahin hatte Behrendt Deutschland verlassen und konnte nicht mehr zu Tatmotiven, Mittätern und Opferauswahl befragt werden. Im Ergebnis ließ sich Hoffmann keine Beteiligung an dem Mord nachweisen; das Urteil folgte dazu seinen Eigenangaben. Nachdem das Landgericht Nürnberg Hoffmann von der Mittäterschaft freigesprochen und Behrendt als Alleintäter festgelegt hatte, kommentierte Hans-Wolfgang Sternsdorff in der Zeitschrift Der Spiegel, wie diese „Ermittlungsmängel“ die Aufklärung der Tatmotive verhinderten: „Es hat den Anschein, als seien die Ermittler in diesem Mordfall mit Blindheit geschlagen gewesen. Noch über Monate hinweg suchte die Polizei den Lewin-Mörder keineswegs im Spektrum von Rechtsaußen, sondern unter Angehörigen der jüdischen Gemeinde.“
Nach diesem Verbrechen blieb die Gründung der Israelitischen Kultusgemeinde in Erlangen aus. Bis heute ist die Tat nicht vollständig aufgeklärt, unter anderem weil das Bundesamt für Verfassungsschutz die Freigabe von Akten verweigert, da die Einsichtnahme in diese Unterlagen „das Wohl der Bundesrepublik Deutschland“ gefährde.
Der Jurist Ronen Steinke verglich die damaligen Ermittlungsmethoden und -schwerpunkte der Behörden mit dem „entsetzlichen Umgang der Ermittler mit den Opfern der Neonazi-Bande“ Nationalsozialistischer Untergrund (NSU). In beiden Fällen hätten die Ermittler vor allem die Opfer und deren Umfeld verdächtigt und die Ermordeten als Menschen hingestellt, „die von ihren angeblichen dunklen Geheimnissen eingeholt worden seien“. Gerade in Nürnberg, wo drei der NSU-Morde stattfanden, hätten die Behörden, so sein Fazit, durchaus bereits aus dem Fall Lewin die richtigen Lehren und Konsequenzen ziehen können.

## Gedenken

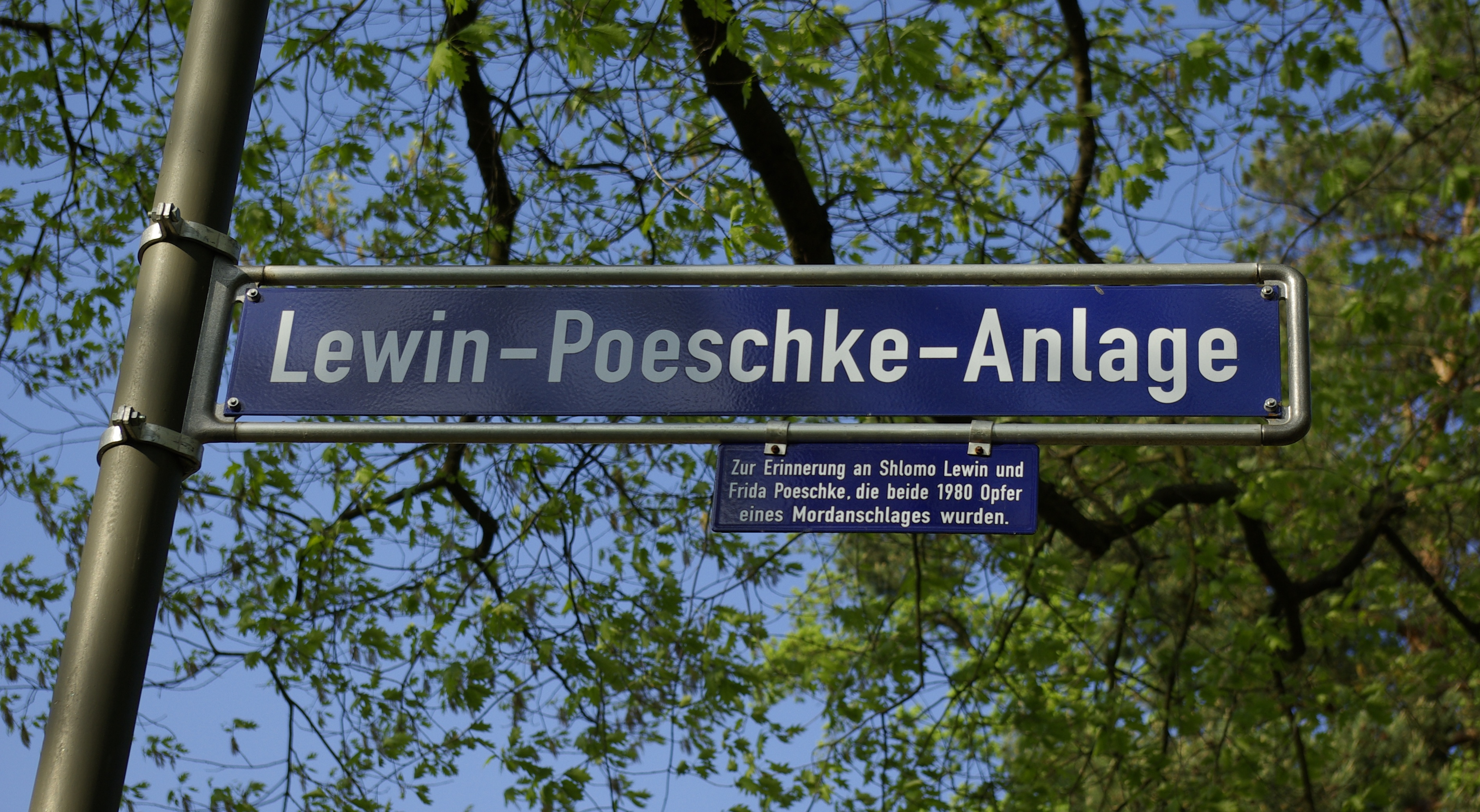
Straßenschild an der Lewin-Poeschke-Anlage in Erlangen

Am 15. Dezember 2010 wurde eine Grünanlage in der Nähe des Tatorts in Lewin-Poeschke-Anlage umbenannt, um an den Doppelmord zu erinnern.